# Hl. Vasilije Ostroški (Donja Lupljanica)
Die Kirche Hl. Vasilije Ostroški (serbisch: Црква Светог Василија Острошког, Crkva Svetog Vasilija Ostroškog) ist eine serbisch-orthodoxe Kirche in Donja Lupljanica, einem Dorf in der Opština Derventa, im nördlichen Bosnien und Herzegowina.
Die von 1999 bis 2001 erbaute Kirche ist die Pfarrkirche der Pfarrei Lupljanica im Dekanat Derventa der Eparchie Zvornik-Tuzla der Serbisch-orthodoxen Kirche. Die Kirche ist dem Hl. Vasilije Ostroški dem Wundertäter geweiht.

## Lage
Die Kirche steht im nördlichen Dorfzentrum von Donja Lupljanica im Weiler Popovića gaj. Neben der Kirche steht im umzäunten Kirchhof ein Denkmal für die im Bosnienkrieg getöteten Soldaten und Zivilisten aus dem Dorf.
Das Dorf liegt etwa sieben Kilometer südwestlich der Gemeindehauptstadt Derventa in der Republika Srpska, einer der zwei großen Entitäten des Landes.

## Geschichte
Nach dem Bosnienkrieg wollten die Einwohner des Dorfes eine Serbisch-orthodoxe Kirche im Ort erbauen. Anfang Juni 1999 begannen die ersten Vorbereitungen zum Kirchenbau und ein Bauausschuss wurde gegründet. Der damalige Bischof der Eparchie Vasilije (Kačavenda) gab am 18. Juni, seinen Segen zum Kirchenbau.
Am Sonntag, dem 26. September 1999 wurden die Kirchenfundamente vom Bischof Vasilije (Kačavenda) mit der Assistenz mehrerer Priester auf dem von Rade Popović gestiftetem Baugrundstück geweiht, während die Paten der Kirchenfundamente die Brüder Darko und Slaviša Popović waren. Die Größe des gestifteten Baugrundstücks beträgt 411 m².
Im Jahre 2001 war der Kirchenbau beendet. Und am 20. Mai 2001 wurde die Kirche vom Bischof Vasilije (Kačavenda) mit der Assistenz mehrerer Priester und der Anwesenheit von hunderten Gläubigen feierlich eingeweiht. Dies geschah in der Amtszeit des Erzpriesters Dragan Kainović der Pfarrei Derventa. Paten der Kirche sind Vinko und Dragica Popović aus Donja Lupljanica.
Mit der Gründung der Pfarrei Lupljanica wurde die ehemalige Filialkirche zur Pfarrkirche erhoben.

## Architektur
Die einschiffige Kirche ist kleinerer Dimension (10 m × 5,75 m) und besitzt eine halbrunde Altar-Apsis im Osten und einen Kirchturm mitsamt Zwiebelhaube und Haupteingang im Westen. An der Südfassade befindet sich ein weiterer Nebeneingang.
Sie besitzt typisch für Orthodoxe Kirchenbauten eine (hölzerne) Ikonostase mitsamt Ikonen. Zurzeit ist das Kircheninnere nicht mit Fresken bemalt.

## Pfarrei
Die Pfarrei Donja Lupljanica wurde 2018 gegründet, zu ihr gehören folgende Dörfer: Donja Bišnja, Donji Detlak, Donja Lupljanica, Gornja Bišnja, Gornja Lupljanica, Osojci und Rapćani. Vor der Gründung der eigenständigen Pfarrei gehörten die Dörfer zur Pfarre Derventa I. Pfarrpriester ist Željko Božić.
Auf dem Serbisch-orthodoxen Dorffriedhof Bojanić groblje von Donja Lupljanica steht die Filialkirche der Pfarrei, die Friedhofskirche Hl. Markus, geweiht dem Hl. Apostel und Evangelisten, Markus.

## Belege
- Artikel über die Pfarrei und Kirche auf der Seite der Eparchie Zvornik-Tuzla, (serbisch)
- Artikel über die ehemaligen Filialkirchen der Pfarre Derventa I auf der Seite der Eparchie Zvornik-Tuzla, (serbisch)
- Artikel über die Kirche auf der Seite der Kirchengemeinde Derventa, (serbisch)